# Acmaeodera opacula
Acmaeodera opacula är en skalbaggsart som beskrevs av Leconte 1858. Acmaeodera opacula ingår i släktet Acmaeodera och familjen praktbaggar. Inga underarter finns listade i Catalogue of Life.